# Elena Kittnarová
Elena Kittnarová nata Kurbelová (Trnava, 2 giugno 1931 – Bratislava, 12 febbraio 2012) è stata un soprano slovacco.

## Biografia
Incominciò a cantare nel coro della basilica di San Nicola diretto da Mikuláš Schneider-Trnavský
Sua sorella maggiore Marta Meierová, cantante lirica, fu un modello per Elena. Dopo essersi diplomata al Conservatorio di Stato, ha lavorato al teatro Nová scéna di Bratislava dal 1953, nel 1966 è stata accettata come solista all'Opera del Teatro Nazionale Slovacco, dove ha lavorato fino al 1993 e vi fu ospitata per altri due anni.
Tra i suoi ruoli, fu particolarmente apprezzata nel personaggio di Emília Marty ne L'affare Makropulos di Leoš Janáček fu particolarmente apprezzato.
Nel 1981 lo stato le conferì il titolo di artista nazionale.